# Гарсия, Клаудио
Клаудио Омар Гарсия (родился 24 августа 1963 года в Буэнос-Айресе, Аргентина) — аргентинский футболист и футбольный тренер.

## Биография
Гарсия начал свою профессиональную карьеру в 1981 году с «Ураканом» в Буэнос-Айресе. Он оставался с клубом до их вылета из аргентинской Примеры в конце 1985/86 сезона.
Гарсия присоединился к «Велес Сарсфилд», где играл до 1988 года, затем он подписал контракт с «Олимпик Лион» из Франции.
В 1991 году Гарсия вернулся в аргентинский футбол, чтобы присоединиться к «Расинг Авельянеда», в том же году он дебютировал в сборной Аргентины. Он дважды выигрывал Кубок Америки по футболу: в 1991 и 1993 годах.
Гарсия сыграл более 100 матчей за «Расинг» в период между 1991 и 1995 годами. Он присоединился к «Колону» из Санта-Фе, где провёл один сезон, прежде чем вернуться в «Уракан» в 1996 году. К концу его второго этапа в «Уракане» он сыграл 251 матч, забив 51 гол.
В конце карьеры он провёл некоторое время в аргентинском 2-м дивизионе с «Олл Бойз», «Индепендьенте Ривадавия» и «Чакарита Хуниорс». В 2001 году он присоединился к клубу испанской Сегунды, «Реал Хаэн».
После окончания карьеры игрока Гарсия работал футбольным тренером «Дефенсорес Унидос» и «Индепендьенте Ривадавия». В 2008 году Гарсия прошёл курс реабилитации от наркотиков. В 2010 году был техническим директором «Хувентуд Пуэйрредон». В 2014 году возглавил «Тальерес Ремедиос-де-Эскалада», откуда был уволен после вылета из кубка Аргентины от «Эль Порвинир».